# 22 ventôse
22 pluviôse 22 germinal
Le duodi 22 ventôse, officiellement dénommé jour du persil, est le 172e jour de l'année du calendrier républicain.
C'était généralement le 12e jour du mois de mars dans le calendrier grégorien.